# 地獄の戦闘艇バラクーダ
『地獄の戦闘艇バラクーダ』（原題：Act of Piracy）は、1990年のアメリカ映画。劇場未公開のビデオ映画。

## ストーリー
テッド・アンドリュースは、自分の数百万ドルのヨットを売却するため、元妻のサンディと子供のマーク、トレイシー、ガールフレンドのローラをオーストラリアへの旅に同行させる。
しかし、ローラはジャック・ウィルコックス率いるテロリスト集団の仲間であった。テッドのヨットはジャックたちに乗っ取られ、マークとトレイシーを連れ去られてしまう。
ジャックの攻撃から辛くも生き延びたテッドは、サンディとともに子供たちを救出するため命がけの戦いを始める。大海原を舞台に繰り広げられる海洋サスペンス・アクション。

## スタッフ
- 監督：ジョン・“バッド”・カードス
- 製作：ハル・リード
- 製作総指揮：エドガー・ボールド
- 脚本：ハル・リード
- 撮影：ヴィンセント・G・コックス
- 音楽：モートン・スティーヴンス
- 編集：エティ・M・フェルドマン

## キャスト
| 役名                       | 俳優                       | 日本語吹替                                                       |
| 役名                       | 俳優                       | テレビ朝日版                                                     |
| -------------------------- | -------------------------- | ---------------------------------------------------------------- |
| テッド・アンドリュース     | ゲイリー・ビジー           | 磯部勉                                                           |
| サンディ・アンドリュース   | ベリンダ・バウアー         | 弥永和子                                                         |
| ジャック・ウィルコックス   | レイ・シャーキー           | 小川真司                                                         |
| ローラ・ワーナー           | ナンシー・マルフォード     | 高島雅羅                                                         |
| ショーン・スティーブンス   | アーノルド・ヴォスルー     | 荒川太郎                                                         |
| デニス                     | デニス・ケイシー・パーク   | 有本欽隆                                                         |
| フィリップ・オコナー       | アンソニー・フリッドジョン | 池田勝                                                           |
| ジェンキンス               | ゴードン・マルホランド     | 筈見純                                                           |
| エージェント・ジョンソン   | ジョー・スチュワードソン   | 加藤精三                                                         |
| C.W.                       | ダグラス・ブリストー       | 小島敏彦                                                         |
| マーク・アンドリュース     | マシュー・スチュワードソン | 小松直史                                                         |
| トレイシー・アンドリュース | キャンディス・ヒルブランド | 坂本真綾                                                         |
| 役不明又はその他           |                            | 嶋俊介 久保田民絵 村松康雄 島香裕 堀越真己 喜田あゆ美 小杉十郎太 |
| 日本語版制作スタッフ       |                            |                                                                  |
| 翻訳                       |                            | 徐賀世子                                                         |
| 演出                       |                            | 福永莞爾                                                         |
| 調整                       |                            | 山田太平                                                         |
| 効果                       |                            | リレーション                                                     |
| プロデューサー             |                            | 松田佐栄子                                                       |
| 制作                       |                            | ムービーテレビジョン                                             |
| 初回放送                   |                            | 1993年5月23日 『日曜洋画劇場』                                   |